# Huaining
Huaining (chiń. upr. 怀宁县; chiń. trad. 懷寧縣; pinyin Huáiníng Xiàn) – powiat we wschodniej części prefektury miejskiej Anqing w prowincji Anhui w Chińskiej Republice Ludowej. Liczba mieszkańców powiatu, w 1999 roku, wynosiła 779 410.